# Heathcliff and Dingbat & the Creeps
Heathcliff and Dingbat (Lorde Gato e a Turma do Abobrinha) é um desenho animado produzido em 1980 pela Ruby-Spears Productions. Teve apenas uma temporada, com 52 episódios, sendo 26 de Heathcliff (Lorde Gato) e 26 de Dingbat (Turma do Abobrinha).
Ainda teve uma segunda temporada com Heathcliff, mas a Turma do Abobrinha foi substituída pelos desenhos de Marmaduke.

## História
Conta a história do gato malandro Heathcliff (Lorde Gato).
A Turma do Abobrinha era composta por três monstros, Cachorrão (Dingbat), um cachorro vampiro, Caveirinha, uma caveira que andava com shorts verde, suspensório e um desentupidor de pia na cabeça, além do Abobrinha, uma abóbora, que usava boné, tênis e não tinha os braços.
No Brasil, o desenho foi apresentado pela Rede Manchete no Clube da Criança nos anos 80,em 1987 até 1989, o desenho foi exibido na Rede Bandeirantes nos programas infantis como ZYB-BOM e TV Fofão.

### ComMarmaduke
Conta a história do gato malandro Heathcliff, do cachorro enorme, um dogue alemão chamado Marmaduke.
No Brasil, o desenho foi apresentado  extinta Rede Manchete nos anos 80, e agora no SBT no anos 90. No SBT foi exibido pela última vez no dia 17/01/2003 no programa "Festolândia", a partir do dia 20/01 começaram a exibir "Chapolin" de volta.Também chamado no Brasil de Lorde Gato.

## Dubladores

### Nos EUA[1]
- Heathcliff - Mel Blanc
- Dinngbat - Frank Welker

### No Brasil
Começou a passar na TV em Clube da Criança em 1983 com a apresentadora, Xuxa.